# اتحاد نقابات عمال هونغ كونغ
اتحاد نقابات عمال هونغ كونغ (بالإنجليزية: Hong Kong Federation of Trade Unions)‏ هو حزب سياسي هونغ كونغي، أسس في 17 أبريل 1948، يقع مقره في To Kwa Wan ‏.

## أعضاء بارزون
- كود سباركل
- تحديث القائمة

- جين جونغ
- تشان يون هان
- Wong Kwok-hing
- Ho Kai Ming
- Kwok Wai-keung
- Alice Mak Mei-kuen
- Wong Kwok-kin
- Yeung Kwong
- Ng Chau-pei
- Lam Suk-yee